# Kristina Đukić
Kristina Đukić (srbsky Кристина Ђукић; 25. července 2000 Bělehrad – 8. prosince 2021 Bělehrad), známější pod přezdívkou Kika (srbsky Кика, stylizováno K1KA), byla srbská youtuberka a livestreamerka.
Narodila se v Bělehradě v roce 2000 a svou kariéru na YouTube zahájila v roce 2015. Zpočátku natáčela videa související s videohrou Minecraft, ale později přešla k obsahu Grand Theft Auto V, Counter-Strike: Global Offensive a League of Legends. V roce 2019 se dostala do potyčky s youtuberem Baka Prase, která získala celostátní pozornost. Krátce nato se stala terčem kyberšikany. Zemřela 8. prosince 2021 a její smrt byla veřejnosti oznámena o den později. Okolnosti vyvolaly podezření, že spáchala sebevraždu, ačkoliv její matka tvrdila, že se údajně stala obětí vraždy.

## Internetová kariéra
Před založením vlastního kanálu na YouTube měla sdílený kanál se svou kamarádkou Katy. Jmenoval se „Kika a Katy“. Kika nejprve tvrdila, že natáčení ukončily ze soukromých důvodů, ale později potvrdila, že se pohádaly. V březnu 2015 si založila kanál na YouTube, kde začala zveřejňovat obsah týkající se videohry Minecraft. Vzhledem k tomu, že v té době byla jednou z mála srbských youtuberek, dokázala upoutat pozornost a za necelý měsíc dosáhla tisíce odběratelů. V určitém okamžiku byl její kanál v balkánském regionu kanálem s nejrychlejším růstem počtu odběratelů, když za méně než rok získal 50 tisíc nových odběratelů. Později rozšířila vydávání obsahu na Grand Theft Auto V a Counter-Strike: Global Offensive, což jí přineslo ještě větší popularitu. Natáčela také reakční videa a vlogy. Videa s její mámou byla extrémně populární, řada z nich také dosáhla několika milionů zhlédnutí; tato videa se netýkala počítačových her. Později si založila účet na streamovací platformě Twitch, kde streamovala především videohru League of Legends. V roce 2019 zveřejnila své jediné hudební video. Věnovala se esportům, byla známá svými dovednostmi v Counter-Strike: Global Offensive, účastnila se herních turnajů a byla součástí několika esportových organizací.
V roce 2019 se zapletla do potyčky s youtuberem Baka Prase, což získalo národní pozornost. S Bakou Prase došlo k neshodám v televizní show, která byla vysílána na televizním kanálu „Prva“. Po krátké době se stala terčem kyberšikany ze strany youtubera a jeho příznivců, což údajně zhoršilo její duševní zdraví.

## Osobní život
Narodila se 25. července 2000 v Bělehradě, kde vychodila základní školu. Zapsala se do inženýrské třídy na Bělehradské obchodní škole, avšak přešla na obchodní školu. Dostala nabídku k účasti v televizním seriálu Sinđelići. Nabídku však odmítla. Později prohlásila, že odmítnutí byl nejhorší krok v její kariéře.

## Smrt
Dne 9. prosince 2021 se dostala na veřejnost informace, že Kika předchozího dne zemřela. Ačkoli to zpočátku nebylo jisté, policie potvrdila, že její tělo nalezla kolem 23:40 v jejím bytě, včetně léků, což vyvolalo podezření, že spáchala sebevraždu. Její pohřeb se konal 14. prosince. V červenci 2022 dospěl veřejný soud k závěru, že její smrt byla způsobena předávkováním MDMA a bromazepamem. Ve videu z 23. července její matka tvrdila, že Kika byla zavražděna. Všimla si také, že dopis na rozloučenou napsala neznámá osoba u jejího počítače den po její smrti. Baka Prase později zveřejnil video, ve kterém souhlasil s matkou Kiky a uvedl podobnou teorii ohledně její smrti.
Kvůli potyčce, která se odehrála v roce 2019, byl Baka Prase zadržen a poslán k výslechu. Ve stejný den však byl propuštěn. Nezávislá asociace novinářů Srbska (NUNS) ostře odsoudila „hanebné zpravodajství o osobě, která spáchala sebevraždu“ a uvedla, že mnoho bulvárních médií porušilo kodex srbských novinářů.